# Rogeria (Pedaliaceae)
Rogeria é um género botânico pertencente à família Pedaliaceae.

## Espécies
- R. adenophylla
- R. bigibbosa
- R. brasiliensis
- R. gayi
- R. hirtiflora
- R. longiflora
- R. microcarpa
- R. petrophila
- R. rangeana